# Ceba braguer de vaca

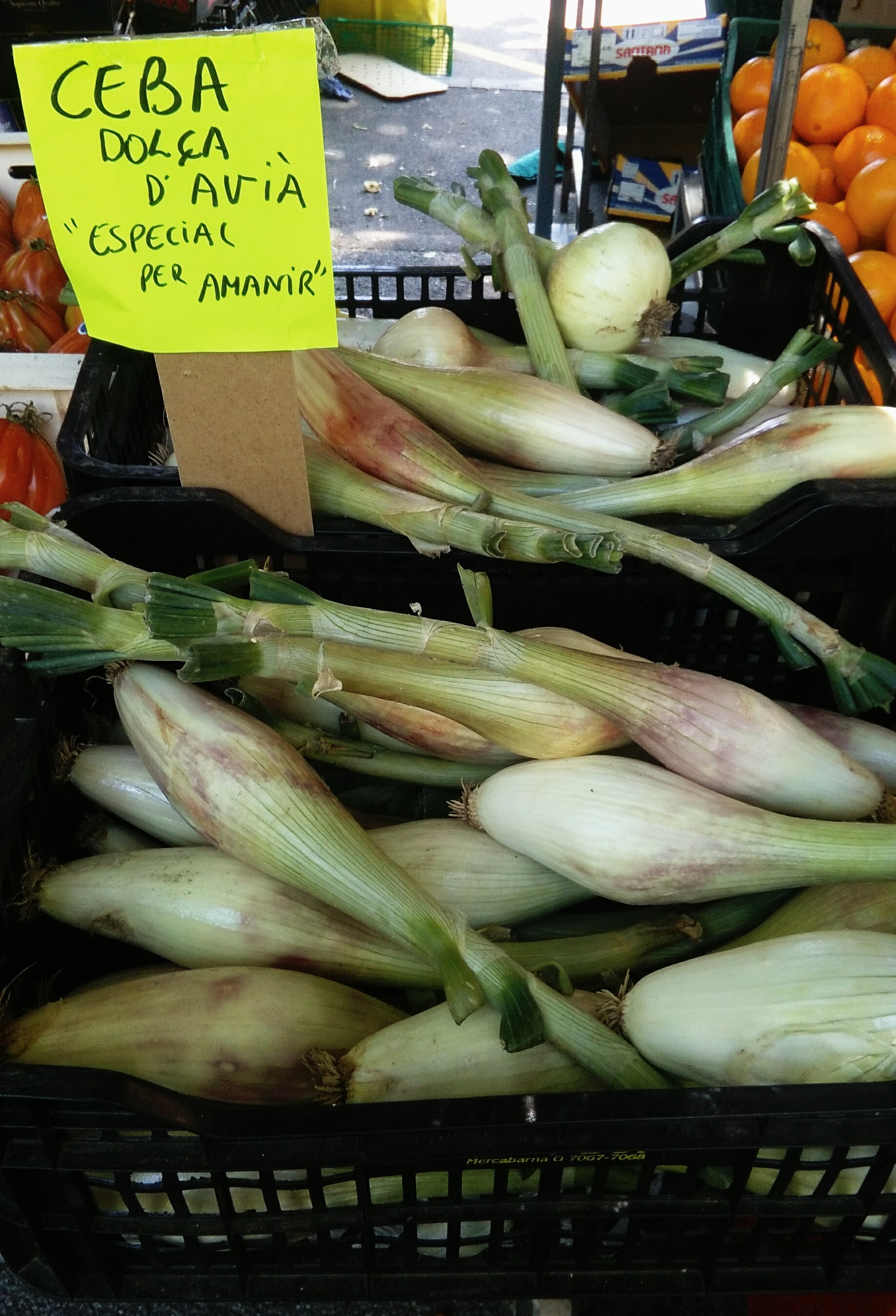
Cebes braguer de vaca a la venda al mercat setmanal de Berga.

La varietat de ceba braguer de vaca (o ceba llarga) és de la família de les amaril·lidàcies de l'espècie de la ceba, Allium cepa L. Es caracteritza per ser una ceba amb bulb molt allargat (16 cm de mitjana) i amb diàmetres més petits respecte altres varietats. El diàmetre màxim es troba al punt mitjà del bulb i aquest té forma el·líptica. A l'extrem de l'arrel el bulb acaba en forma cònica. El color de la pell és rosa d'intensitat mitjana. La carn és blanca i dolça, i agradable al paladar, ja que conté molt poca matèria seca (un 8%). El pes mitjà del bulb és de 260g. Ceba semblant a la vigatana, però no tant picant ni tant vermella. Està inclosa en el Catàleg de les varietats locals d'interès agrari de Catalunya amb el número d'inscripció CAT003CVL.

## Característiques agronòmiques
No és una ceba que tingui bona conservació, la dolçor i la manca de picant és la característica que la destaca, sembla que està relacionada amb la pluviometria de la zona d'origen. Les zones més càlides que la multipliquen, en compren la llavor al Berguedà per a garantir aquesta característica i la fan amb reg de suport.